# Philodamia hilaris
Philodamia hilaris är en spindelart som beskrevs av Tord Tamerlan Teodor Thorell 1894. Philodamia hilaris ingår i släktet Philodamia och familjen krabbspindlar.
Artens utbredningsområde är Singapore. Inga underarter finns listade i Catalogue of Life.